# Centennial Concert Hall
Centennial Concert Hall è un centro delle arti dello spettacolo a Winnipeg, Manitoba, Canada, iniziato come programma di rinnovamento urbano nel 1960. La Centennial Concert Hall, come parte del Centennial Center Manitoba, fu costruita come progetto del Centenario canadese ed è adiacente al Museo di Manitoba. La sala ha una capacità di 2.305 posti. Il palco è largo 24 metri, profondo 12 metri e alto oltre 33 metri e può ospitare un'orchestra completa e un coro di 700 persone. Ci sono dipinti murali per tutta la sala dello scultore canadese Greta Dale e dell'artista di Winnipeg Tony Tascona. La Winnipeg Symphony Orchestra, il Royal Winnipeg Ballet e la Manitoba Opera si esibiscono nella Centennial Concert Hall. La Centennial Concert Hall ospita anche una grande varietà di artisti locali e internazionali, compagnie di danza e musical.

## Costruzione
La Centennial Concert Hall fu aperta nel 1968 dal Governatore Generale Roland Michener. Gli architetti della Hall erano Green, Blankstein, Russell Assoc., Moody, Moore, Whenham & Partners e Smith, Carter, Searle Associates, che si trovano tutti a Winnipeg. Il consulente teatrale George Izenour contribuì alla progettazione della sala e l'ingegneria acustica è stata curata dalla ditta Bolt, Beranek & Newman Inc.